# Fahrgastzählung
Bei einer Fahrgastzählung wird der Auslastungsgrad von Fahrzeugen des öffentlichen Personenverkehrs festgestellt.
Die ermittelten Daten der Fahrgastzählung werden nach Haltestellen/Streckenabschnitten, Linien, der Uhrzeit und dem Wochentag differenziert. Sie dienen zum Beispiel zur Abrechnung von Verkehrsleistungen zwischen Erbringer und Besteller oder zur Anpassung der Kapazitäten. Oft wird miterfasst, mit welcher Fahrscheinart die Fahrgäste unterwegs sind, um die Attraktivität von Tarifangeboten zu ermitteln, oder es werden gleich ganze Marktforschungsbögen ausgefüllt. Gesetzlich vorgeschrieben ist zudem die Erfassung des Anteils freifahrender schwerbehinderter Menschen.
Die Fahrgastzählung kann entweder manuell (durch Zählpersonal) oder aber automatisch (durch entsprechende Geräte) erfolgen.

## Manuelle Fahrgastzählung
Bei der manuellen Fahrgastzählung fährt Zählpersonal im Fahrzeug mit und erfasst entweder an jeder Haltestelle die Anzahl ein- und aussteigender Fahrgäste oder es ermittelt zwischen den Haltestellen die Anzahl der Fahrgäste an Bord.
Dieses Verfahren ist personal- sowie zeitaufwändig und entsprechend teuer. Allerdings können so während der Fahrt auch weitere Merkmale (z. B. Sauberkeit des Fahrzeuges) erfasst oder Fahrgäste nach dem genutzten Fahrschein oder dem Reiseweg/-zweck befragt werden.
In vielen Regionen finden manuelle Fahrgastzählungen in regelmäßigen Abständen (z. B. halbjährlich oder alle zwei Jahre) statt.

## Automatische Fahrgastzählung
Eine Alternative zur manuellen Fahrgastzählung ist die automatische Fahrgastzählung, bei der Trittkontakte oder Zählsensoren an den Fahrzeugtüren permanent die Ein- und Aussteiger erfassen. Die Zählsensoren werden über der Fahrzeugtür montiert und zählen die Fahrgäste (Erwachsene, Kinder) – sowie auch mitgeführte Fahrräder, Rollstühle, Hunde und Rollatoren – entweder mit Hilfe von Infrarot-Sensoren oder Stereokameras. Vorteilhaft ist, dass nach der einmaligen Investition fast keine laufenden Kosten anfallen und das System täglich aktuelle Daten liefert. So kann nach und nach das gesamte Liniennetz erfasst werden, und es können auch Sondersituationen (z. B. in der Ferienzeit oder bei Großveranstaltungen) unkompliziert beobachtet werden. Manche Landkreise unterstützen die örtlichen Verkehrsbetriebe des Öffentlichen Personennahverkehrs dabei, solche technischen Systeme  einführen und unterhalten zu können.

### Qualitätsüberwachung Sensorik
Die in den Bussen und Schienenfahrzeugen installierte Sensorik muss hohen Zuverlässigkeitskriterien hinsichtlich der Genauigkeit der automatisch aufgezeichneten Fahrgastzahlen genügen. 
Der Verband Deutscher Verkehrsunternehmen hat deshalb eine technische Handlungsempfehlung erstellt, um die Genauigkeit der Sensorik einer standardisierten Qualitätskontrolle bei allen Verkehrsbetrieben unterziehen zu können.
Bezogen auf Messabweichungen der Sensoren wird großer Wert darauf gelegt, den systematischen Fehler eines Sensors von den zufälligen Fehlern abzugrenzen.

### Unabhängige technische Prüfung
Beratungsfirmen für Verkehrstechnik haben sich darauf spezialisiert, diese standardmäßigen Qualitätsprüfungen vorzunehmen. Damit kann die Unabhängigkeit dieser Prüfung gewährleistet werden. Die mit automatischen Fahrgastzählgeräten gemessenen Fahrgastdaten haben in der Regel eine hohe Genauigkeit.